# Schleusegrund
Schleusegrund est une commune allemande indépendante de Thuringe située dans l'arrondissement de Hildburghausen. La commune été formée en 1994 par la réunion de cinq anciennes communes. 

## Géographie

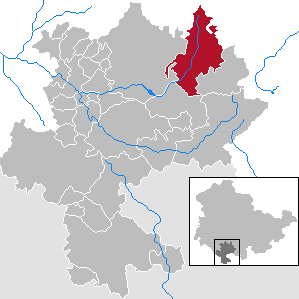
Situation de la commune (en rouge) dans l'arrondissement de Hildburghausen

Schleusegrund est située dans le nord-est de l'arrondissement, à la limite avec l'arrondissement d'Ilm dans la forêt de Thuringe. La limite nord de la commune est marquée par le Rennsteig et les points culminants sont le Kalte Staudenkopf (768 m), le Schwefelkopf (774 m) et le Schmalegrundskopf (770 m). Au-dessus du village de Schönbrunn se trouve le barrage du même nom construit en 1977 sur le cours supérieur de la Schleuse.
Le siège de la commune est situé dans le village de Schönbrunn, créé en 1950 par la fusion des villages de Schönau, Gabel, Unterneubrunn et Oberneubrunn, à 21 km au nord-est de Hildburghausen, le chef-lieu de l'arrondissement et à 12 km à l'est de Schleusingen. Schönbrunn s'étend sur une longueur de 3,5 km dans les vallées de la Schleuse et de son affluent la Neubrunn.
Au nord-est de Schönbrunn se trouve le village de Gießhübel, le plus important de la commune, à 531 m d'altitude.
Le village de Biberau est situé au sud-ouest de Schönbrunn dans la vallée de la Biber, autre affluent de la Schleuse. Il a aussi été formé en 1950 par la réunion des villages de Lichtenau, Engenstein, Biberschlag et Tellerhammer.
Les villages de Steinbach et Langenbach sont situés à l'ouest de Schönbrunn.
Communes limitrophes (en commençant par le nord et dans le sens des aiguilles d'une montre) : Frauenwald, Neustadt am Rennsteig, Altenfeld, Masserberg, Auengrund et Nahetal-Waldau.

## Histoire
La plupart des villages de la commune ont été formés entre le XIVe siècle et la fin du Moyen Âge, de 1332 pour le plus ancien attesté (Oberneubrunn) à 1526 pour le plus récent (Langenbach).
Ils ont tous vécu de l'exploitation des forêts (création de scieries au XIXe siècle), de l'exploitation de mines de pyrite, de moulins et de l'installation de verreries (la verrerie de Langenbach, fondée en 1525 est la plus ancienne de Thuringe). En 1890 est ouverte la ligne de chemin de fer à voie étroite Eisfeld-Schönbrunn. Elle sera exploitée pour le trafic passagers jusqu'en 1967 et pour le trafic marchandises jusqu'en 1973.
Les villages de Schönau, Steinbach et Langenbach ont appartenu au royaume de Prusse (cercle de Schleusingen) jusqu'en 1945 tandis que ceux de Unterneubrunn, Oberneubrunn, Gabel, Ernsthal, Gießhübel, Biberschlage, Lichtenau, Engenstein et Tellerhammer ont fait partie du duché de Saxe-Meiningen (cercle de Hildburghausen) et ont été intégrés au land de Thuringe dès 1920.
La région est occupée en 1945 par les troupes américaines qui cèdent la place en juillet aux Russes. Les différentes communes intègrent alors la Zone d'occupation soviétique puis en 1949, la République démocratique allemande (RDA) dans l'arrondissement de Suhl. Pendant cette période, une importante infrastructure touristique est créée, notamment à Gießhübel et à Steinbach.
Après la réunification de 1989, elles rejoignent en 1994 le land de Thuringe recréé et l'arrondissement de Hildburghausen mais, dès 1994, la nouvelle commune de Schleusegrund est formée par l'union des communes de Schleusegrund, Gießhübel, Biberau, Langenbach et Steinbach.

## Démographie
Commune de Schleusegrund dans ses dimensions actuelles :
| 1910   | 1933   | 1939   | 1970  | 1995  | 2000  | 2005  | 2011  |
| ------ | ------ | ------ | ----- | ----- | ----- | ----- | ----- |
| 4 680, | 5 218, | 5 014, | 4 652 | 3 778 | 3 665 | 3 346 | 3 000 |

## Politique
Le bourgmestre de Schleusegrund élu le 6 mai 2012 est M. Heiko Schilling (FWS).
Aux élections municipales du 7 juin 2009, les résultats obtenus ont été les suivants :
| Parti             | Nombre de conseillers | Pourcentage de voix |
| ----------------- | --------------------- | ------------------- |
| CDU               | 11                    | 71,8 %              |
| FWG Schleusegrund | 5                     | 28,2 %              |

## Économie
L'économie de la commune repose sur le tourisme, l'industrie du verre et l'artisanat.
Le village de Schönbrunn accueille une usine de conditionnement d'épices employant 800 employés et qui est l'une des plus importantes du pays.

## Communications

### Routes
Les villages de Schönbrunn et Gießhübel sont traversés par la route régionale L1337 qui relie Schleusingen et Neustadt am Rennsteig.
La L1338 relie Gießhübel à Masserberg et Katzhütte, la K519 Schönbrunn à Steinbach et Frauenwald et la K529 Schönbrunn à Biberau et Schnett.

## Culture
Depuis 1957, le village de Steinbach possède un théâtre de verdure qui peut accueillir 3 000 personnes. De 1957 à 1991, les 1 200 représentations données ont attiré 1,9 million de spectateurs. Depuis 1993, il est géré par une fondation privée et accueille 40 000 spectateurs annuellement pour des spectacles très divers : théâtre, chanson...